# Kościół św. Józefa w Gdańsku-Przymorzu
Kościół św. Józefa w Gdańsku – rzymskokatolicki kościół parafialny znajdujący się w Gdańsku, w dzielnicy Przymorze Wielkie. Należy do dekanatu Gdańsk-Przymorze.

## Historia
- 5 sierpnia 1990 – erygowano parafię wydzieloną z parafii NMP Królowej Różańca Świętego[1]
- wrzesień 1990 – wybudowano tymczasową kaplicę w formie baraku (rozebraną w 2002)
- 3 września 1993 – rozpoczęto budowę kościoła, wg projektu Antoniego Taraszkiewicza[2]
- 5 sierpnia 1995 – arcybiskup Tadeusz Gocłowski wmurował kamień węgielny, pochodzący z kościoła św. Józefa w Nazarecie
- 24 grudnia 1998 – pierwsza pasterka w kościele bez dachu
- 5 czerwca 1999 – poświęcenie przez papieża Jana Pawła II na sopockim hipodromie dzwonów: Józef, Jan Paweł II i Krzysztof przeznaczonych dla kościoła[3]
- 2000 – zawieszenie dzwonów na wieży
- 25 grudnia 2002 – arcybiskup Gocłowski poświęcił świątynię
- 7 sierpnia 2018 – konsekracja kościoła, której dokonał abp Sławoj Leszek Głódź[4]